# 서초 (초한)
서초(西楚, 기원전 206년-기원전 202년)는 초한쟁패기의 나라로, 항우가 건국했다.
기원전 206년, 초나라의 장군 항우가 진나라를 멸망시키고 초나라 왕 회왕을 황제로 높여 의제라는 칭호를 붙이고는, 자신과 함께 관중으로 들어간 장수들을 위주로 중국을 의제의 직할령과 18제후왕국으로 분할했다(항우의 18제후왕 참조). 서초는 이 열여덟 나라 중 항우의 제후왕령으로, 옛 초나라 일대를 분할한 4국 중 하나다. 수도는 팽성이다. 
영역은 《사기》와 《한서》에 공히 “양나라와 초나라의 아홉 군”이라고만 할 뿐 구체적인 군의 이름은 나오지 않는다. 청나라의 전조망(全祖望)·전대흔(錢大昕)·요내(姚鼐)·유문기(劉文淇)는 각자의 설을 내세웠는데, 이 중 동해군·사수군·회계군·동군·탕군·설군 6군은 동일하다. 전조망은 초군·남양군·검중군을, 전대흔은 동양군·오군·장군을, 요내는 진군·동양군·장군을, 유문기는 남양군·영천군·장군으로 주장했다. 주학진은 《서한정구지리》(西汉政区地理)에서 항우의 봉국은 진나라가 옛 초나라 땅에 세운 군이어야 하므로 한나라가 세운 동양군, 옛 한(韓)나라 땅인 영천군, 실상 회계군의 별명인 오군은 될 수 없으며, 검중군은 임강국의 땅이므로 역시 들어가지 않고, 진군·남양군·장군이 나머지 세 군이라 했다. 이리 되면 옛 양나라에서 탕·동 2군, 옛 초나라에서 동해·사수·회계·설·진·남양·장 7군 합해서 양나라와 초나라의 아홉 군이 된다.
기원전 206년, 항우는 초나라 왕 회왕을 옹립한 뒤 의제라 칭했으나, 형식적인 존재로 둔 채 실권은 자신이 쥐고 ‘서초패왕’이라 칭하였다. 이후 초나라의 수도를 침현(郴縣)으로 옮겨 사실상 의제를 유폐했다가 결국 구강왕 영포, 형산왕 오예, 임강왕 공오에게 명해 살해하게 하여, 초나라 왕실의 상징을 제거하고 정통성을 스스로 장악하였다.
이어 기원전 205년에는 영포가 반기를 들자 이를 토벌하고 구강군과 여강군을 병합했으며, 시기는 불분명하나 형산왕 오예 역시 내쫓아 형산군까지 흡수하였다. 이로써 초나라 옛 땅을 분할받은 제후국들 가운데 서초만이 실질적 지배력을 유지하게 되었고, 임강국을 제외한 나머지는 모두 항우의 봉국에 병합되었다. 서초는 명실상부하게 초나라의 정통을 잇는 계승국이 되었다.
기원전 202년, 항우가 해하 전투에서 패배하고 자결하면서 서초는 멸망했다. 한 고조는 서초의 판도 중 옛 구강나라의 땅인 구강·예장·여강군에 옛 형산나라의 땅인 형산군까지는 회남왕 영포에게 봉했고, 나머지 원 서초의 판도는 둘로 나누어 옛 양나라의 탕·동 2군은 양왕 팽월에게 봉했으며, 나머지 7군은 한신에게 새로 주어 초나라 왕으로 삼았다.

## 역대 군주
| 시호             | 성명       | 재위기간                    |
| ---------------- | ---------- | --------------------------- |
| 초 패왕 (楚覇王) | 항우(項羽) | 기원전 206년 ~ 기원전 202년 |